# Gunniopsis kochii
Gunniopsis kochii là một loài thực vật có hoa trong họ Phiên hạnh. Loài này được (R.Wagner) Chinnock mô tả khoa học đầu tiên năm 1983.